# Joan Cusack
Joan Cusack (født 11. oktober 1962) er en amerikansk manuskriptforfatter og skuespiller. Hun er storsøster til skuespilleren John Cusack.
Cusack blev født i New York City i en irsk-amerikansk katolsk familie, og hun voksede op i Evanston, Illinois. Hendes mor, Nancy (født Carolan), var en tidligere matematiklærer og politisk aktivist. Hendes afdøde far Richard Cusack og hendes søskende Ann, Bill, John og Susie har også været skuespillere. Cusack studerede ved University of Wisconsin i Madison. Cusack er to gange blevet nomineret til en Oscar for bedste kvindelige birolle, for hendes arbejde i film Working Girl og In & Out.
Cusack optrådte med sin bror John Cusack i filmen Abefest for viderekomne, High Fidelity, Lejemordernes træf, Alle elsker Lloyd, Cradle Will Rock, Martian Child og War Inc. Hun medvirkede også i den kortlivede tv-serie What About Joan? I 2001 og 2002, optrådte Cusack på Saturday Night Live fra 1985 til 1986. Cusack var fire gange nomineret til en American Comedy Award og hun vundet denne pris tre gange for Runaway Bride (1999), In & Out (1997) og Working Girl (1988).
Cusack har også vundet en New York Film Critics Circle Award og en Broadcast Film Critics Association Award for hendes præstation i filmen In & Out. Cusack lagde stemmen til karakteren Jessie i animationsfilmene Toy Story 2 og Toy Story 3. Cusack var gæsteskuespiller i tv-serien Law & Order. Hun er gift med advokat Dick Burke fra Chicago, og de har to sønner, Dylan John og Miles, sammen. Parret bor i Michigan. I 2006 havde hun en rolle i Friends with Money sammen med Jennifer Aniston og Frances McDormand.

## Filmografi
- Det bli'r i familien Addams (1993)